# Bastardi senza gloria
Bastardi senza gloria (Inglourious Basterds) è un film del 2009 scritto e diretto da Quentin Tarantino.
Film di guerra ucronico, il titolo è un omaggio al lungometraggio del 1977 di Enzo G. Castellari Quel maledetto treno blindato, uscito negli Stati Uniti con il titolo The Inglorious Bastards che Tarantino ha modificato in lingua originale in modo omofonico in Inglourious Basterds.
È il primo film della trilogia del revisionismo storico del regista, che proseguirà con Django Unchained e C'era una volta a... Hollywood, omaggiando Sergio Leone e la sua trilogia del tempo, rivisitando sotto la sua chiave d'autore vari periodi della storia contemporanea.

## Trama
1941. Nella Francia occupata dai nazisti, la giovane ebrea Shosanna Dreyfus assiste al massacro di tutta la propria famiglia per mano del colonnello tedesco Hans Landa, soprannominato "cacciatore di ebrei" per la sua abilità nel fiutare i loro nascondigli. La ragazza riesce a sfuggire fortunatamente alla morte e si rifugia a Parigi.
1944. Il tenente Aldo Raine recluta una squadra speciale di otto soldati ebrei soprannominati i "Bastardi", appartenenti a diverse unità delle forze armate statunitensi. I soldati verranno paracadutati in Europa poco prima dello sbarco in Normandia, con la missione di seminare il terrore fra i nazisti, uccidendo ogni soldato tedesco che incontrano per prendere loro lo scalpo. Il soprannome Bastardi è stato dato loro dai soldati tedeschi per i continui massacri che Raine e il suo gruppo facevano, in particolare per le cruente uccisioni compiute dal sergente Donnie Donowitz (soprannominato L'Orso Ebreo) con una mazza da baseball. Al gruppo si è aggiunto da poco un nuovo membro: l'ex soldato tedesco Hugo Stiglitz, divenuto famoso nell'esercito tedesco per avere ucciso 13 ufficiali della Gestapo.
Intanto, a Parigi, Shosanna ha assunto la nuova identità di Emmanuelle Mimieux e ha ereditato dagli zii una sala cinematografica. Qui ha attirato le attenzioni di Friedrich Zoller, eroe della nazione tedesca per esser riuscito a sopravvivere da solo su una torre campanaria uccidendo trecento nemici. Il soldato è ormai una stella per i nazisti, a tal punto che gli viene dedicato un film, da lui stesso interpretato, intitolato Orgoglio della nazione. Alla prima del film sono invitati tutti i maggiori gerarchi del Terzo Reich, tra cui Hermann Göring, Martin Bormann e lo stesso Hitler. Per far colpo sulla ragazza, Zoller convince le autorità naziste a celebrare la prima nel cinema di Shosanna. La ragazza apprende la notizia durante un pranzo cui è costretta a partecipare con Zoller e in cui interviene proprio il colonnello Hans Landa, il carnefice della sua famiglia: nonostante il dubbio di essere stata riconosciuta come Shosanna, la ragazza vuole approfittare della presenza delle più alte cariche politiche naziste (Hitler compreso) riunite nel suo cinema per ucciderle tutte, ponendo di fatto poi fine al conflitto mondiale.
La squadra di Raine è intanto divenuta nota allo stesso Adolf Hitler per le numerose uccisioni perpetrate ai danni delle file delle SS e per i marchi a forma di svastica con cui sfigurano la fronte dei soldati tedeschi che vengono lasciati andare. I Bastardi si ritrovano ora a collaborare con la famosa attrice tedesca Bridget Von Hammersmark, spia sotto copertura per gli Alleati impegnata in un'operazione segreta che ha l'intento di colpire i leader del Terzo Reich proprio alla première del film Orgoglio della nazione. Bridget concorda il primo rendez-vouz con i Bastardi presso il bar-scantinato La Louisiane; Le cose non vanno per il verso giusto, dal momento che il luogo si ritrova a essere casualmente pieno di militari tedeschi a riposo: Archie Hicox, uno degli ultimi arrivati tra i Bastardi, essendo di nazionalità inglese viene smascherato da un maggiore della Gestapo quando indica al cameriere il numero tre con la mano nell'uso anglosassone (sollevando indice, medio e anulare) anziché tedesco (pollice, indice e medio). La situazione degenera in una sparatoria, uno stallo alla messicana nel quale l'unica a salvarsi, pur con un proiettile conficcato nella gamba, è Bridget, recuperata da Raine e gli altri che avevano atteso all'esterno. Il colonnello Landa, giunto sul luogo per indagare su quanto avvenuto, rinviene una scarpa dell'attrice e un suo autografo su un fazzoletto, non trovando però il corpo della donna, e trae le dovute conclusioni.
Il piano di Bridget prevedeva di infiltrarsi alla première con Stiglitz, il caporale Wicki e il tenente Hicox sotto le false identità di tecnici cinematografici tedeschi, ma tutti e tre sono morti nella carneficina alla Louisiane. I Bastardi riescono comunque a giungere in tempo al cinema di Shosanna: sotto l'improvvisata copertura di attori siciliani, il tenente Aldo Raine (veterano dello sbarco in Sicilia del 1943) accompagna la ferita Bridget con altri tre dei suoi: i soldati Utivich e Ulmer e il sergente Donowitz. Anche Hans Landa è presente nel cinema e, grazie alla sua inaspettata conoscenza della lingua italiana smaschera la copertura dei Bastardi non prima di aver domandato all'attrice come si sia ferita alla gamba ingessata di fresco e in quali circostanze, facendole intendere di averla scoperta, per poi parlare in disparte con la donna: il colonnello le fa calzare la scarpa trovata e la uccide strangolandola a mani nude, poi fa catturare Aldo Raine e Utivich ma non Donowitz e Ulmer, che sono invece seduti con il pubblico in sala e l'esplosivo legato alle caviglie. Sorprendentemente, Landa propone infatti a Raine un accordo: egli non darà l'allarme, permettendo che gli uomini del tenente concludano la loro missione eliminando tutti i gerarchi nazisti presenti allo spettacolo. In cambio, gli saranno attribuiti i dovuti meriti dell'operazione e gli onori per aver collaborato segretamente alla conclusione anticipata della guerra, oltre alla concessione di una pensione che trascorrerà sull'isola di Nantucket. Landa ottiene dunque di mettersi in contatto coi superiori di Raine via radio e si assicura un salvacondotto a condizione di arrendersi appena entrato nelle linee americane.
Contemporaneamente, nel cinema, Shosanna e il suo fidanzato e aiutante Marcel attuano il loro piano: l'uomo sbarra la sala e dà fuoco a centinaia di metri di nastri e bobine altamente infiammabili. Zoller si reca da Shosanna in sala proiezione: per toglierlo di torno la ragazza è costretta a sparargli alle spalle ma, impietosita, poi gli si avvicina e viene a sua volta colpita da un paio di colpi mortali esplosi a bruciapelo dal ragazzo in fin di vita. La vendetta è comunque servita: il film viene interrotto da una sequenza preregistrata in cui i nazisti sono avvisati di guardare bene in faccia il volto dell'ebrea che li sta per bruciare. I piani di Shoshanna e dei Bastardi si sovrappongono: l'intero cinema è divorato dalle fiamme mentre Donowitz e Ulmer non se ne avvedono perché sparano forsennatamente con i mitra da uno dei palchi accanendosi sui corpi di Hitler, Goebbels e la sua amante Francesca Mondino, dopodiché gli ordigni esplodono radendo al suolo il cinema e tutte le persone all'interno dell'edificio muoiono.
Nel contempo Landa si consegna come da accordo al tenente Raine, ma questi non gli risparmia comunque il suo trattamento di favore e, dopo aver eliminato l'ufficiale tedesco al suo fianco, gli incide una svastica sulla fronte, affinché a guerra terminata non possa mai nascondere del tutto il suo passato di criminale nazista. Conclude dunque esclamando sui titoli di coda "Questo potrebbe essere il mio capolavoro!".

## Produzione

### Sviluppo
Quentin Tarantino diede gli ultimi ritocchi alla sceneggiatura il 21 giugno 2008, dopo un totale di 10 anni di lavoro.
I tempi reali del progetto non hanno corrisposto a quelle che erano le aspettative: l'uscita nelle sale, infatti, era stata inizialmente annunciata addirittura per la fine del 2007, ma Tarantino decise di accantonare momentaneamente il progetto per dedicarsi ad altre idee; il regista si concentrò sulla lavorazione dello splatter/slasher Grindhouse, co-diretto con Robert Rodriguez, e Inglourious Basterds venne posticipato. In Europa le prime proiezioni sono state scaglionate fra il mese di agosto (in Francia il 19 agosto, in Germania il 20) e quello di ottobre 2009 (in Italia il film è stato distribuito il 2 ottobre, in Spagna il 13).

### Sceneggiatura
Alla Mostra del cinema di Venezia del 2005, Tarantino ha rivisto, insieme al regista Enzo G. Castellari, Quel maledetto treno blindato. In un'intervista successiva alla revisione con Tarantino, Castellari aveva dichiarato che Tarantino intendeva accoppiare Quel maledetto treno blindato con Quella sporca dozzina. Inoltre, Castellari affermò di avere letto l'incipit della sceneggiatura di Tarantino in stadio embrionale, raccontando che il film — almeno secondo l'idea iniziale — si doveva aprire con uno scontro tra i Marines di origine sioux e un gruppo di SS e con la rimozione dello scalpo da parte dei sioux.
Inizialmente era circolata la voce che, data la lunghezza della sceneggiatura (166 pagine), il film potesse essere diviso in due capitoli, come era successo nel 2003 per Kill Bill.

### Cast
- Subito dopo la 61ª edizione del Festival di Cannes, il regista ha dichiarato di avere completato la sceneggiatura del film e di volere nel ruolo del protagonista Brad Pitt.
- Mike Myers è stato ingaggiato per il ruolo del generale Ed Fenech. L'origine del nome del personaggio è ritenuto un omaggio all'attrice italo-francese Edwige Fenech.[4]
- Til Schweiger veste i panni dell'ex soldato tedesco Hugo Stiglitz: chiaro omaggio del regista all'omonimo attore messicano famoso per aver interpretato alcuni classici del genere horror come La notte dei mille gatti e Tintorera.[5]
- Il film Orgoglio della nazione, che viene presentato durante la serata nazista, è stato diretto da Eli Roth, l'attore che interpreta Donnie Donowitz, soprannominato l'Orso Ebreo.[4]
- L'attore Sylvester Groth aveva già interpretato il personaggio del ministro della propaganda Joseph Goebbels nel film diretto da Dani Levy Mein Führer - La veramente vera verità su Adolf Hitler (2007).[4]
- Inizialmente il ruolo del colonnello nazista Hans Landa fu offerto a Leonardo DiCaprio, che rifiutò. Tarantino scelse quindi l'attore austriaco Christoph Waltz.
- Del cast faceva parte anche Maggie Cheung, che interpretava Madame Ada Mimieux, la precedente proprietaria del cinema di Shosanna, ma Quentin Tarantino, in sede di montaggio, decise di tagliare le scene dove compariva l'attrice di Hong Kong, per ragioni di lunghezza del film[6][7].

#### Cameo
Il regista Enzo G. Castellari compare in un cameo all'anteprima del film. Egli precedentemente aveva interpretato un tedesco nel suo Quel maledetto treno blindato e riprende lo stesso ruolo in questo film, ma sotto un differente grado e organizzazione SS. Bo Svenson, protagonista in Quel maledetto treno blindato di Castellari, ha un piccolo cameo nel film come un colonnello americano nel film Orgoglio della nazione.
Il regista Quentin Tarantino appare nel film con un primo piano a lui dedicato: si tratta del primo cadavere di un soldato tedesco a cui i "Bastardi" strappano lo scalpo.

### Riprese
Le riprese del film sono iniziate il 17 ottobre 2008, e si sono svolte interamente tra Francia e Germania.

## Colonna sonora
Il 10 novembre 2008 era stato annunciato il coinvolgimento del maestro Ennio Morricone per la composizione della colonna sonora. Il 9 gennaio 2009, invece, l'artista ha comunicato, tramite il proprio sito, di non poter più lavorare al film perché impegnato con le musiche di Baarìa di Giuseppe Tornatore, che riuscirà a ultimare prima dell'uscita di Inglourious Basterds, lasciandogli però poco tempo nella composizione dei brani per quest'ultimo.
Tuttavia Tarantino sceglie per i titoli di coda la più nota delle musiche composte da Morricone per Allonsanfàn dei fratelli Taviani; un altro omaggio del regista al cinema italiano.
La colonna sonora originale del film è uscita il 18 agosto 2009 e riprende diversi generi musicali, compresi alcuni estratti da colonne sonore spaghetti western, il R&B e il pop rock anni ottanta, nonché il tema principale del film di guerra Il buio oltre il sole, del 1967, composta da Jacques Loussier (curiosamente l'attore Rod Taylor protagonista della pellicola, ricompare anche in questo film nel ruolo di Winston Churchill). È la prima colonna sonora di un film di Tarantino a non presentare, fra le tracce, estratti dialogati dalla pellicola.

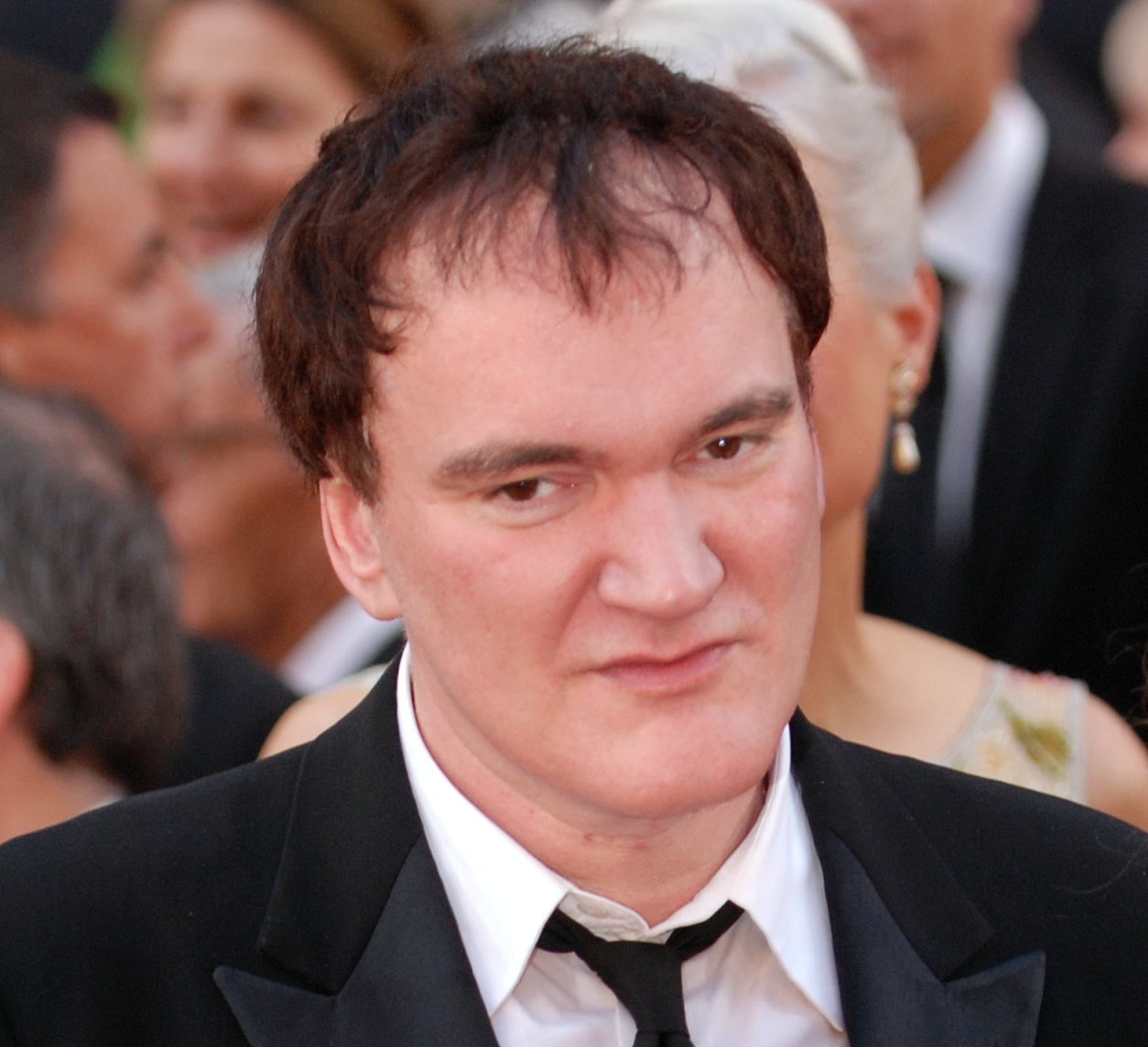
Il regista Quentin Tarantino agli Oscar 2010, a cui è stato candidato per miglior regia e sceneggiatura

### Tracce
1. The Green Leaves of Summer - Nick Perito
2. The Verdict (Dopo la condanna) - Ennio Morricone (da La resa dei conti)
3. White Lightning (Main Title) - Charles Bernstein (da White Lightning)
4. Slaughter - Billy Preston (da Slaughter uomo mitra)
5. The Surrender (La resa) - Ennio Morricone (da La resa dei conti)
6. One Silver Dollar (Un dollaro bucato) - Gianni Ferrio
7. Davon geht die Welt nicht unter - Zarah Leander
8. The Man with the Big Sombrero - Michael Andrew & Samantha Shelton
9. Ich wollt, ich wär ein Huhn - Lilian Harvey & Willy Fritsch
10. Main Theme from Dark of the Sun - Jacques Loussier
11. Cat People (Putting Out Fire) - David Bowie (da Il bacio della pantera)
12. Tiger Tank - Lalo Schifrin (da I guerrieri)
13. Un amico - Ennio Morricone (da Revolver)
14. Rabbia e tarantella - Ennio Morricone (da Allonsanfàn)
15. Algeri. 1 novembre 1954 - Ennio Morricone (da La battaglia di Algeri)

## Distribuzione

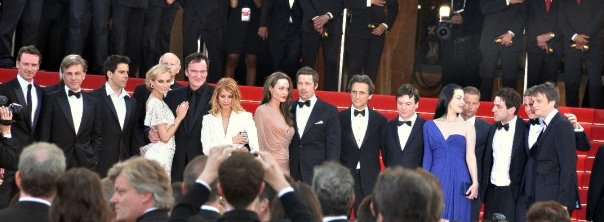
Il cast al completo alla premiere del film al Festival di Cannes 2009

Le riprese si sono concluse in tempo per presentarla in anteprima mondiale al Festival di Cannes, in un'edizione comunque non ancora definitiva, rimaneggiata poi nel corso del giugno 2009; selezionata per il concorso, l'opera ha ricevuto il Premio d'interpretazione maschile, conferito a Christoph Waltz, che ha vinto anche un Oscar nel 2010 come miglior attore non protagonista.

### Edizione italiana
Il film originale presenta numerosi dialoghi recitati in francese, tedesco e italiano.
Nella versione italiana, invece, i dialoghi in tedesco sono stati lasciati tutti, con l'aggiunta dei sottotitoli, mentre quelli in inglese e francese sono doppiati.
Quando i tre bastardi si trovano a dover parlare in italiano, sono stati doppiati con accento ed espressioni del dialetto siciliano e campano; in questo caso, le loro frasi sono pronunciate in maniera estremamente goffa e stereotipata, per simboleggiare la difficoltà dei tre personaggi a parlare in italiano. La scena in questione, tuttavia, ha dovuto subire un riadattamento parziale, in modo da risultare ugualmente fruibile al pubblico italiano senza perdere l'effetto comico. Si tratta della scena in cui i tre bastardi si trovano al cospetto del colonnello Hans Landa e, a causa della loro evidente incapacità nel parlare in italiano, vengono immediatamente smascherati.
Nella versione originale del film, Bridget e Landa parlano tra di loro in tedesco. L'attrice, quindi, dice al colonnello che i suoi tre amici non capiscono la loro lingua, sperando che, in questo modo, egli non si rivolga mai direttamente a loro. A quel punto, inaspettatamente, Landa inizia a parlare un italiano estremamente fluente (recitato in maniera pressoché perfetta dallo stesso Christoph Waltz), mettendo in difficoltà i tre bastardi che non comprendono una sola parola e non sanno come rispondere. Nella versione originale del film, invece, e più precisamente nella scena che ha luogo nell'ambulatorio veterinario tra i Bastardi e Bridget von Hammersmark, il tenente Raine informa quest'ultima che lui e il sergente Donowitz capiscono e parlano bene l'italiano.
Nell'adattamento, è stato eliminato il fatto che Hans Landa si metta a parlare in italiano. Il dialogo tra l'attrice e il colonnello, dopo un paio di frasi pronunciate in tedesco, è stato regolarmente doppiato in italiano, lasciando intendere allo spettatore che i due stiano parlando una lingua comprensibile anche ai bastardi, ovvero l'inglese. Landa, a quel punto, non smaschera più gli impostori iniziando a parlare nella loro lingua, ma facendo riferimenti geografici relativi all'Italia che i tre non sono in grado di cogliere.
È rimasta inalterata la parte in cui chiede l'esatta pronuncia del cognome al primo dei tre bastardi, ma si modifica, rispetto all'originale, chiedendo non più il cognome ma il luogo di nascita agli altri due.

## Accoglienza

### Incassi
A fronte di un budget di produzione di 70 milioni di dollari, la pellicola ha incassato 120500000 $ negli Stati Uniti e in Canada e 200900000 $ in altre nazioni, per un totale lordo di 321400000 $. Divenne pertanto il film dagli incassi maggiori di Quentin Tarantino, sia negli USA che nel resto del mondo, fino all'arrivo di Django Unchained (2012).
Il film ha ottenuto un incasso di 14300000 $ durante il venerdì in cui uscì nel Nord America, realizzando nel weekend un totale lordo di 38000000 $ che ha fatto sì che Tarantino fosse al primo posto al botteghino, davanti a District 9. Nel secondo weekend, Bastardi senza gloria si classificò al secondo posto, dietro a The Final Destination, con un incasso di 20000000 $, per un totale di 73800000 $ in 10 giorni.
Sul mercato internazionale, l'uscita di Bastardi senza gloria si è imposta in prima posizione in ventidue nazioni, ottenendo 27490000 $. Ciò ha riguardato la Francia, con 6090000 $, il Regno Unito, con 5920000 $ (3800000 £), la Germania, con 4200000 $, e l'Australia, con 2560000 $ (2800000 A$).

## Riconoscimenti
- 2010 - Premio Oscar
  - Miglior attore non protagonista a Christoph Waltz
  - Candidatura come miglior film a Lawrence Bender
  - Candidatura come migliore regia a Quentin Tarantino
  - Candidatura come migliore sceneggiatura originale a Quentin Tarantino
  - Candidatura come migliore fotografia a Robert Richardson
  - Candidatura come miglior montaggio a Sally Menke
  - Candidatura come miglior sonoro a Michael Minkler, Tony Lamberti e Mark Ulano
  - Candidatura come miglior montaggio sonoro a Wylie Stateman
- 2010 - Golden Globe
  - Miglior attore non protagonista a Christoph Waltz
  - Candidatura come miglior film drammatico
  - Candidatura come migliore regia a Quentin Tarantino
  - Candidatura come migliore sceneggiatura a Quentin Tarantino
- 2010 - Premio BAFTA
  - Miglior attore non protagonista a Christoph Waltz
  - Candidatura come migliore regia a Quentin Tarantino
  - Candidatura come migliore sceneggiatura originale a Quentin Tarantino
  - Candidatura come migliore fotografia a Robert Richardson
  - Candidatura come migliore scenografia a David Wasco e Sandy Reynolds-Wasco
  - Candidatura come miglior montaggio a Sally Menke
- 2009 - Saturn Award
  - Miglior film d'azione/di avventura/thriller
  - Candidatura come migliore regia a Quentin Tarantino
  - Candidatura come miglior attrice protagonista a Mélanie Laurent
  - Candidatura come miglior attore non protagonista a Christoph Waltz
  - Candidatura come miglior attrice non protagonista a Diane Kruger
  - Candidatura come migliore sceneggiatura a Quentin Tarantino
  - Candidatura come migliori costumi a Anna B. Sheppard
- 2010 - Broadcast Film Critics Association Award
  - Miglior attore non protagonista a Christoph Waltz
  - Miglior sceneggiatura originale a Quentin Tarantino
  - miglior cast
  - Candidatura come miglior film
  - Candidatura come miglior film d'azione
  - Candidatura come migliore regia a Quentin Tarantino
  - Candidatura come migliore fotografia a Robert Richardson
  - Candidatura come migliore scenografia
  - Candidatura come migliori costumi a Anna B. Sheppard
  - Candidatura come miglior montaggio a Sally Menke
- 2009 - Chicago Film Critics Association Award
  - Miglior attore non protagonista a Christoph Waltz
  - Candidatura come miglior film
  - Candidatura come migliore regia a Quentin Tarantino
  - Candidatura come migliore sceneggiatura originale a Quentin Tarantino
  - Candidatura come migliore fotografia a Robert Richardson
- 2010 - Boston Society of Film Critics Award
  - Miglior attore non protagonista a Christoph Waltz
- 2010 - Southeastern Film Critics Association Award
  - Miglior attore non protagonista a Christoph Waltz
- 2009 - Festival di Cannes
  - Miglior interpretazione maschile a Christoph Waltz
  - Candidatura come Palma d'Oro a Quentin Tarantino
- 2010 - Central Ohio Film Critics Association Award
  - Miglior attore non protagonista a Christoph Waltz
  - Migliore sceneggiatura originale a Quentin Tarantino
  - Migliore fotografia a Robert Richardson
  - Miglior cast
  - Candidatura come miglior film
  - Candidatura come migliore regia a Quentin Tarantino
  - Candidatura come miglior attrice non protagonista a Mélanie Laurent
- 2010 - International Online Film Critics' Poll
  - Miglior film
  - Migliori dieci film
  - Migliori dieci film del decennio
  - Miglior regia a Quentin Tarantino
  - Miglior attore non protagonista a Christoph Waltz
  - Candidatura come miglior film del decennio
  - Candidatura come miglior regia del decennio a Quentin Tarantino
  - Candidatura come miglior cast
  - Candidatura come migliore sceneggiatura originale a Quentin Tarantino
  - Candidatura come migliore fotografia a Robert Richardson
  - Candidatura come miglior montaggio a Sally Menke
- 2009 - National Board of Review Award
  - Migliori dieci film
- 2010 - David di Donatello
  - Miglior film straniero a Quentin Tarantino
- 2010 - Nastro d'argento
  - Migliore regia a Quentin Tarantino
- 2010 - Kansas City Film Critics Circle Award
  - Miglior attore non protagonista a Christoph Waltz
  - Migliore sceneggiatura a Quentin Tarantino
- 2009 - Las Vegas Film Critics Society Award
  - Miglior attore non protagonista a Christoph Waltz
  - Migliori costumi a Anna B. Sheppard
- 2010 - Empire Award
  - Miglior attore a Christoph Waltz
  - Candidatura come miglior film
  - Candidatura come migliore regia a Quentin Tarantino
  - Candidatura come miglior attrice a Mélanie Laurent
  - Candidatura come migliore sceneggiatura a Quentin Tarantino
- 2009 - Los Angeles Film Critics Association Award
  - Miglior attore non protagonista a Christoph Waltz
- 2010 - MTV Movie Award
  - Candidatura come Miglior cattivo a Christoph Waltz
- 2009 - New York Film Critics Circle Award
  - Miglior attore non protagonista a Christoph Waltz

- 2010 - Screen Actors Guild Award
  - Miglior cast
  - Miglior attore non protagonista a Christoph Waltz
  - Candidatura come miglior attrice non protagonista a Diane Kruger
- 2009 - Satellite Award
  - Miglior attore non protagonista a Christoph Waltz
  - Candidatura come migliore fotografia a Robert Richardson
- 2010 - Ciak d'oro
  - Miglior film straniero
- 2010 - Amanda Award
  - Candidatura come miglior film straniero a Quentin Tarantino
- 2010 - American Society of Cinematographers
  - Candidatura come migliore fotografia a Robert Richardson
- 2010 - Art Directors Guild
  - Candidatura come migliore scenografia
- 2009 - Austin Film Critics Association
  - Migliore attrice a Mélanie Laurent
  - Miglior attore non protagonista a Christoph Waltz
  - Migliore sceneggiatura originale a Quentin Tarantino
  - Candidatura come miglior film
- 2010 - Directors Guild of America
  - Candidatura come DGA Award a Quentin Tarantino
- 2010 - Australian Cinematographers Society
  - Migliore fotografia a Robert Richardson
- 2010 - Casting Society of America
  - Miglior casting a Johanna Ray e Jenny Jue
- 2010 - Cinema Brazil Grand Prize
  - Miglior film straniero a Quentin Tarantino
- 2009 - Dallas-Fort Worth Film Critics Association Award
  - Miglior attore non protagonista a Christoph Waltz
  - Candidatura come miglior film
  - Candidatura come migliore regia a Quentin Tarantino
- 2010 - Film Critics Circle of Australia Award
  - Miglior film straniero a Quentin Tarantino
- 2010 - Golden Camera
  - Miglior attrice internazionale a Diane Kruger
- 2009 - Golden Eagle Award
  - Candidatura come miglior film straniero a Quentin Tarantino
- 2010 - Grammy Award
  - Candidatura come miglior soundtrack (Compilation)
- 2009 - Florida Film Critics Circle Award
  - Miglior attore non protagonista a Christoph Waltz
- 2010 - National Society of Film Critics Award
  - Miglior attore non protagonista a Christoph Waltz
  - Candidatura come miglior film
  - Candidatura come migliore sceneggiatura a Quentin Tarantino
- 2009 - Hollywood Film Festival
  - Miglior attore non protagonista a Christoph Waltz
- 2010 - London Critics Circle Film Award
  - Attore dell'anno a Christoph Waltz
- 2010 - Motion Picture Sound Editors
  - Miglior montaggio sonoro (Dialoghi ADR)
  - Candidatura come miglior montaggio sonoro
- 2010 - Online Film Critics Society Award
  - Miglior attrice a Mélanie Laurent
  - Miglior attore non protagonista a Cristoph Waltz
  - Migliore sceneggiatura originale a Quentin Tarantino
  - Migliore fotografia a Robert Richardson
  - Candidatura come miglior film
  - Candidatura come migliore regia a Quentin Tarantino
  - Candidatura come miglior attrice non protagonista a Diane Kruger
  - Candidatura come miglior montaggio a Sally Menke
- 2010 - PGA Award
  - Candidatura come miglior produttore dell'anno a Lawrence Bender
- 2009 - Phoenix Film Critics Society Award
  - Miglior film
  - Miglior cast
  - Migliore regia a Quentin Tarantino
  - Miglior attore non protagonista a Christoph Waltz
- 2010 - Sant Jordi Award
  - Miglior film straniero a Quentin Tarantino
- 2010 - Robert Festival
  - Candidatura come miglior film a Quentin Tarantino
- 2009 - Russian Guild of Film Critics
  - Miglior film straniero
- 2010 - People's Choice Award
  - Miglior film
- 2009 - San Diego Film Critics Society Award
  - Miglior film
  - Miglior cast
  - Migliore regia a Quentin Tarantino
  - Miglior attore non protagonista a Christoph Waltz
  - Migliore sceneggiatura originale a Quentin Tarantino
  - Migliore scenografia a David Wasco
  - Candidatura come miglior attrice non protagonista a Mélanie Laurent
  - Candidatura come migliore fotografia a Robert Richardson
  - Candidatura come miglior montaggio a Sally Menke
- 2009 - San Francisco Film Critics Circle
  - Migliore sceneggiatura originale a Quentin Tarantino
- 2009 - Toronto Film Critics Association Award
  - Miglior film
  - Miglior attore non protagonista a Christoph Waltz
  - Migliore sceneggiatura originale a Quentin Tarantino
  - Candidatura come migliore regia a Quentin Tarantino
- 2010 - Vancouver Film Critics Circle
  - Miglior attore non protagonista a Christoph Waltz
  - Candidatura come migliore regia a Quentin Tarantino
- 2010 - Washington DC Area Film Critics Association Award
  - Miglior attore non protagonista a Christoph Waltz
  - Migliore sceneggiatura originale a Quentin Tarantino
  - Candidatura come miglior film
  - Candidatura come migliore regia a Quentin Tarantino

## Inesattezze storiche
Hans Landa, così come gli altri personaggi e le vicende narrate nel film, sono frutto della fantasia di Quentin Tarantino. Sebbene gli eventi della pellicola si integrino nel contesto storico dell'occupazione della Francia da parte dei nazisti, la storia si conclude in un modo del tutto estraneo ai fatti reali, in modo ucronico: nella realtà, Hitler e Goebbels non morirono per mano di soldati ebrei americani, ma si suicidarono rispettivamente il 30 aprile e il 1º maggio del 1945, pochi giorni prima della resa della Germania nazista, avvenuta l'8 maggio. Invece Hermann Göring, che nel film assiste alla première e muore nel cinema, fu processato a Norimberga e condannato all'impiccagione per crimini di guerra e contro l'umanità, suicidandosi tuttavia in cella il 15 ottobre 1946 con una capsula di cianuro.